# دينيس وليامز (رسام)
دينيس وليامز (بالإنجليزية: Denis Williams)‏ هو عالم آثار ورسام نيجيري، ولد في 1 فبراير 1923 في جورج تاون في غيانا، وتوفي في 28 يونيو 1998.